# 간사이 인터미디어
간사이 인터미디어는 일본의 FM라디오 방송국으로 긴키광역권 외국어방송지역인 오사카시·사카이시·히가시오사카시·교토시·고베시·아마가사키시·나라시·간사이 국제공항에서 방송을 실시하고 있다.
1995년 10월 16일 일본 최초의 외국어 라디오 방송국으로 개국했으며 애칭은 FM COCOLO, 콜사인은 JOAW-FM이다.

## 연혁
- 1995년 7월 17일 회사설립
- 1995년 10월 16일 개국
- 2003년 4월 24시간 방송 개시.동시에 BBC 월드 서비스 동시 방송 개시.
- 2005년 4월 개국 10주년
- 2007년 10월 방송국 슬로건을 「LISTEN TO THE WORLD」에서 「LOVE TODAY, LOVE TOMORROW」로 변경.
- 2010년 4월 FM802와의 업무 제휴에 따라 방송국 슬로건을 「Whole Earth Station」로 재변경하면서 일부 프로그램을 제외한 나머지 프로그램 편성을 개편 한다.
- 2012년 4월 1일 방송국 운영주체가 간사이 인터미디어에서 FM802로 바뀌었다.

## 주파수
- 이코마 송신소(오사카 본국) 76.5MHz(10Kw)

## 설립배경
1995년 1월 17일 발생한 한신·아와지 대지진 당시 (특히 영어권 이외의)외국인에게 정보를 제공할 미디어매체가 부족한 현상이 문제가 되어 외국어 방송국 설립이 요구되었다.
이 사안에 대해서 방송 사업을 관할하는 우정성(현재의 총무성)도 적극적으로 나서 1995년까지 오사카와 도쿄에서 외국어 방송국용 주파수 할당과 면허 교부를 실시하고 있었다.
이에 오사카지역에서는 간사이 전력을 필두로한 오사카제계가 연합해 간사이 인터 미디어를 설립하게 된다.

## 보충서술
- 외국어 방송국이 도도부현 단위로 경영할 경우 회사를 유지하기 어려울것 같다는 우정성의 판단하에 이 방송국을 포함해 모든 외국어 방송국은 광역면허 방송국으로 설립되었다.
- 2003년 4월부터 BBC 월드 서비스 동시 방송을 개시하였다.
- 2010년 4월부터 프로그램 제작을 FM802에서 설립한 프로그램 제작 회사에 위탁하기 시작했으며 이에 따른 개편의 결과, 외국인을 위한 방송과 자치체 제공 프로그램을 제외한 모든 프로그램이 변경되는 동시에 FM802과 관계가 있는 DJ의 출연도 시작되었다.
- LGI(Local Government Information, 지방 자치체 정보)라는 이름으로 방송 구역 안에 있는 2부 4현과 3개의 정령 지정 도시가 제공하는 홍보 프로그램을 방송하고 있으나 이 중 나라현, 시가현, 오사카부는 이 방송을 제공하지 않고 있다.
- 2012년 4월 1일을 기점으로 운영주체가 간사이 인터미디어에서 FM802로 바뀌었다.
- 2013년 10월부터 중파 라디오 방송국 닛폰 방송의 심야 프로그램 올나이트 닛폰을 방송하기 시작하였다.

## 오사카부에 있는 다른 방송국

### 텔레비전 방송국
- NHK 오사카 방송국(라디오 겸영)
- 마이니치 방송(MBS)(TV는 도쿄 방송 계열, 라디오는 JRN&NRN계열)
- 아사히 방송(ABC)(TV는 TV 아사히 계열, 라디오는 JRN&NRN계열)
- 간사이 TV 방송(KTV)(후지 TV 계열)
- 요미우리 TV 방송(ytv)(니혼 TV 계열)
- TV 오사카(TVO)(TV 도쿄계열, 오사카부만 방송구역)

### 라디오 방송국
- 오사카 방송(OBC, 애칭 라디오 오사카, NRN계열)
- FM 오사카(JFN 계열, 오사카부만 방송구역)
- FM802(JAPAN FM LEAGUE 계열, 오사카부만 방송구역)

## 같이 보기
- MegaNet
- FM인터웨이브
- 러브 FM (일본)
- FM802